# Церковная Газета
«Церковная Газета» — тижневик і (з 1858) декадник, призначений для українського населення Закарпаття, виходив у Будапешті з березня 1856 до червня 1858.
Часопис видавався угорським католицьким Товариством ім. Св. Стефана. Друкувався «язичієм».
Редактор — отець Іван Раковський.
Публікувалися життєписи святих, релігійні проповіді, вірші релігійної тематики, некрологи, подавалася інформація про події релігійного життя у світі. Після 106 ч. видання припинено.
Продовженням «Церковної Газета» став з липня до жовтня 1858 року «Церковный Вѣстникъ для Русиновъ Австрійской Державы», редагований о. І.Раковським (припинився на 10 числі). Обидві газети не мали успіху через схоластичний характер, незрозумілу мову й русофільські симпатії.